# Gedeb (woreda, Gedeo)
Pour les articles homonymes, voir Gedeb.
Gedeb est un woreda de la zone Gedeo de la région Éthiopie du Sud, auparavant dans la région des nations, nationalités et peuples du Sud, nommé d'après son chef-lieu, la ville de Gedeb. Détaché de son voisin Kochere, le district est bordé à l'est et au sud par la région Oromia, à l'ouest par Kochere, au nord-ouest par Yirgachefe et au nord par Bule.

## Données démographiques
D'après le recensement de 2007 mené par l'agence centrale de statistique d'Éthiopie, ce district compte une population totale de 141 990 habitants, dont 71 113 hommes et 70 877 femmes ; 8 931, soit 6 % de sa population, sont des citadins. Près de 84 % sont protestants, 6 % sont de religions traditionnelles africaines, 3 % sont orthodoxes, 2 % sont catholiques et 1 % sont musulmans.
En 2022, la population est estimée sur le même périmètre à 197 082 personnes avec une densité de population de 616 personnes par km2 et 320 km2 de superficie.
Le district se réduit cependant à 190 km2 en 2021 après le détachement de son ancien chef-lieu qui forme désormais un district urbain distinct et le détachement de sa partie nord sous un nouveau nom[réf. souhaitée].